# 자마히리야

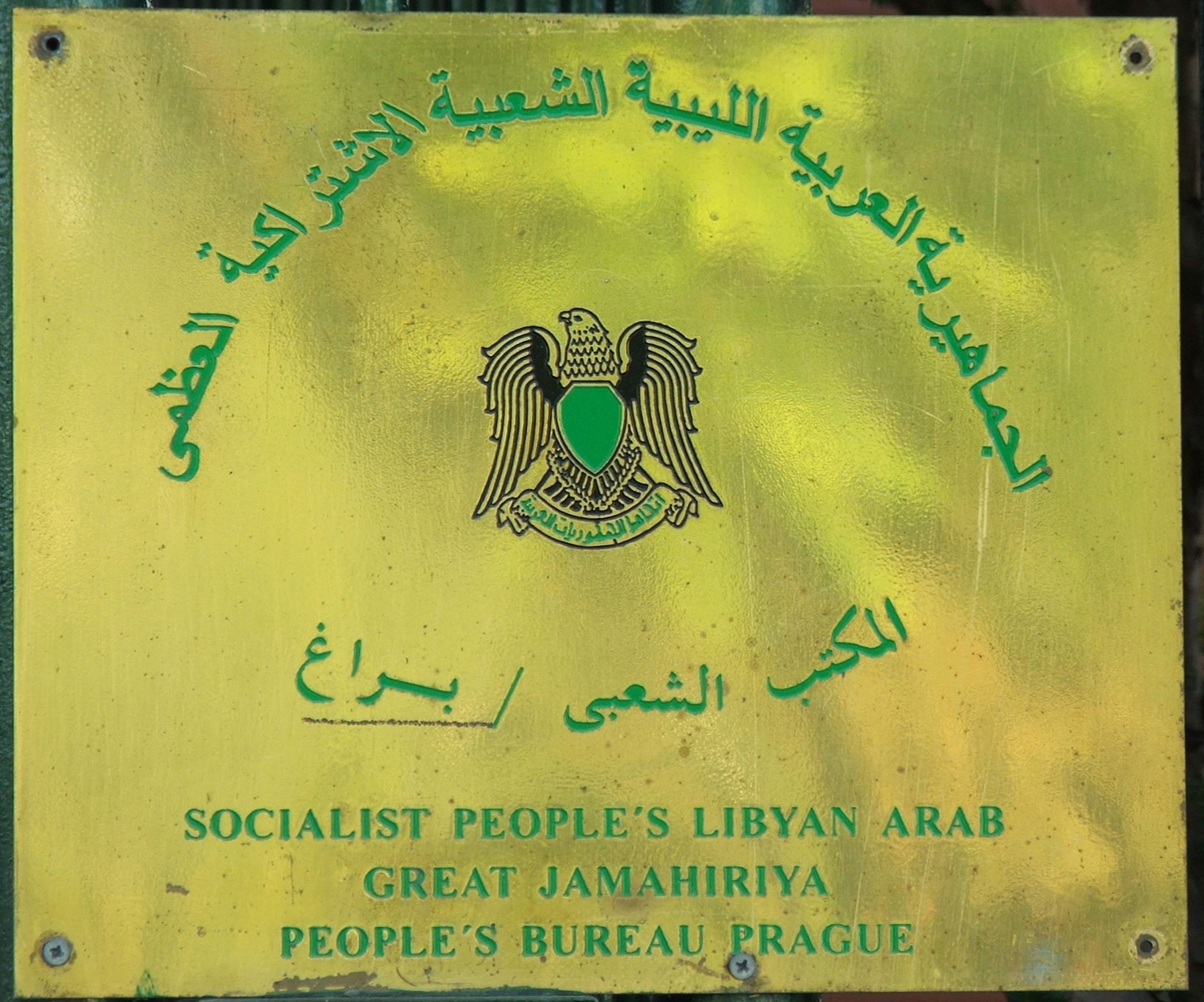
체코 프라하에 있던 "대사회주의 인민 리비아 아랍 자마히리야"의 "인민사무소"(대사관) 명판

자마히리야(아랍어: جماهيرية, jamāhīriyya, 문화어: 인민공동체(人民共同體))는 리비아의 지도자였던 무아마르 카다피가 만든 조어(造語)이다. 아랍어로 "대중의 국가", "대중에 의한 공동체"를 뜻한다. 카다피가 "직접 민주제를 표방하는 인민이 지배하는 공동체"를 표현하기 위해 "자마히리야"를 만들었는데 이는 "인민이 통치하는 공화국(인민공화국)"과 비슷한 개념이다.
"자마히리야"(jamāhīrīya)라는 단어는 "줌후리야"(jumhūrīya, 아랍어로 "공화국"을 의미)에서 파생되었다. 카다피 지배하의 리비아의 정식 국호를 외국어로 표기할 때 이 단어는 따로 번역하지 않고 대사회주의 인민 리비아 아랍 자마히리야(大社會主義人民-, 문화어: 대리비아아랍사회주의인민공동체)로 표현한다.
카다피는 자신의 저서인 《녹색서(綠色書)》에 기술되어 있는 직접 민주주의, 아랍 민족주의, 사회주의, 이슬람주의의 영향을 받은 정치 철학을 주장해 왔다. 1977년 3월에 카다피는 직접 민주주의를 제창하면서 리비아의 모든 성인은 국정에 참여할 수 있고 모든 리비아인은 2,000여 명으로 구성된 기초인민회의를 방청할 권리가 있었으며 여기서 결정된 사항들은 13개의 자치제 인민회의에서 교대로 책임을 지는 인민위원회에 의해서 시행되었다. 정당 등의 정치 단체는 표면적으로 존재하지 않았다. 그러나 실상은 무아마르 카다피 대령의 군사 독재였다.
자마히리야 체제에서는 국가 원수의 개념이 존재할 수 없으므로 1979년에 전(全)인민회의 서기국의 서기장 등 모든 공식 직함을 버렸으나 최고 지도자라는 칭호로 계속 불리게 되었다. 이 때부터 카다피는 '혁명의 지도자이자 수호자', '리비아 아랍 자마히리야의 위대한 9월 사회주의 인민 혁명의 수호자' 등의 별칭으로 불리기 시작했다. 자마히리야 체제는 결국 2011년에 일어난 리비아 내전으로 완전히 붕괴되었다.

## 같이 보기
- 리비아 아랍 자마히리야